# Zall-Herr
Zall-Herr (albanisch auch Zall-Herri) ist ein Dorf in Albanien, rund fünf Kilometer Luftlinie nördlich von Tirana. Es handelt sich um eine Njësia administrative der Gemeinde Tirana im Qark Tirana.

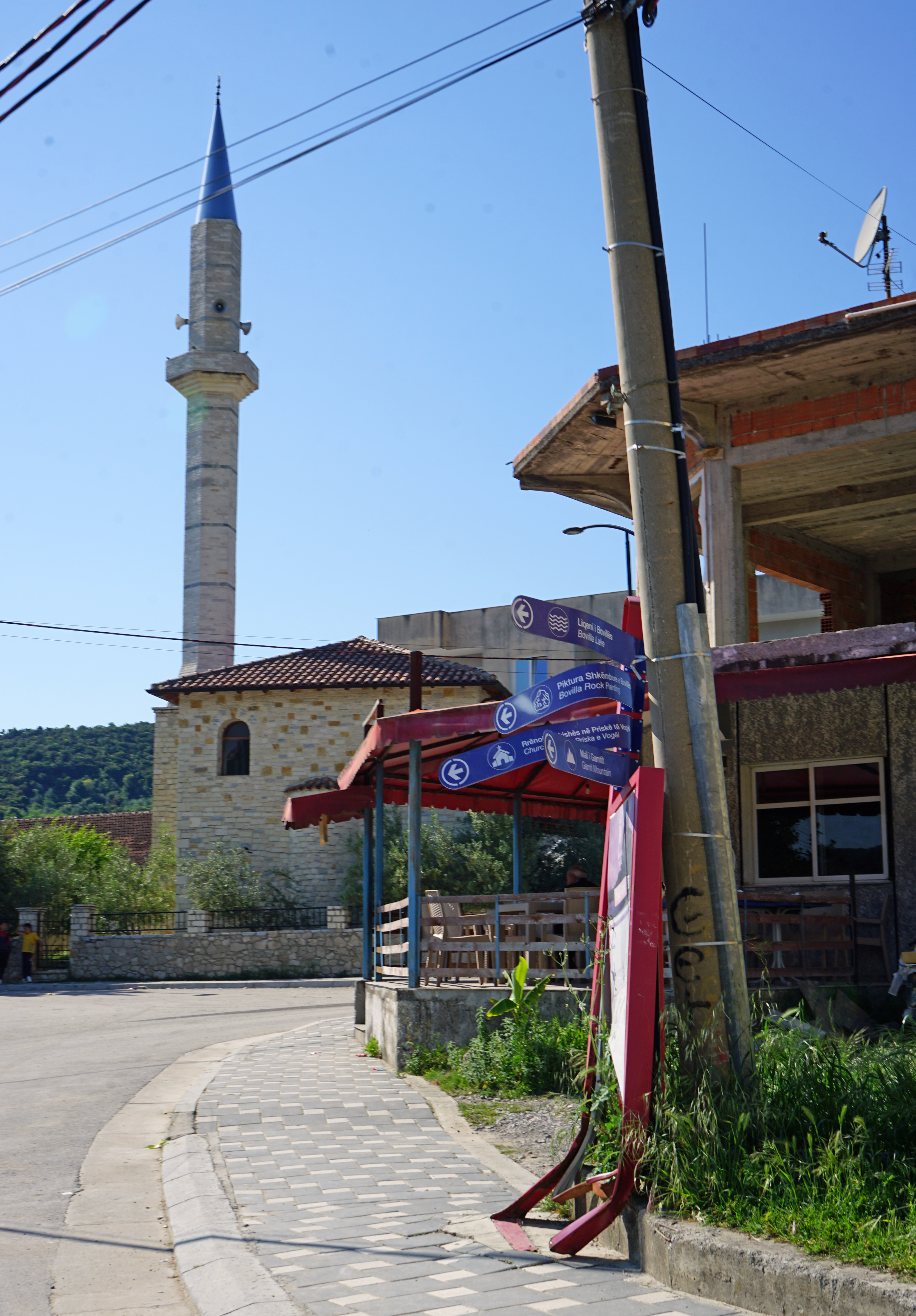
Mosche von Zall-Herr

Bis 2011 war Zall-Herr eine eigenständige Gemeinde (komuna), die damals in die Bashkia von Tirana eingegliedert wurde. Zur ehemaligen Gemeinde respektive der Njësia administrative gehören insgesamt neun Dörfer – nebst dem Gemeindezentrum Zall-Herr sind dies Dritas, Çerkez-Morina, Kasalla, Qinam, Kallmet, Herraj, Pinar, Priska e Vogël und Radhesh. Die Dörfer haben zusammen 8822 Einwohner (Volkszählung 2023). Zwölf Jahre zuvor waren es noch 9389 Einwohner gewesen (Volkszählung 2011). Dieser Rückgang der Bevölkerung ist im landesweiten Vergleich eher gering.

## Geographie
Zall-Herr liegt im hügeligen Vorland des Skanderbeggebirges, das hier Höhen von über 1200 m ü. A. erreicht. Die prominentesten Gipfel sind der Mali i Gamtitit (1268 m ü. A., leicht außerhalb des Gebiets) und der Mali i Priskës së Vogël (1239 m ü. A.). Zwischen diesen beiden Bergen wird die erste Gebirgskette von der Tërkuza-Schlucht durchschnitten. Die Tërkuza kommt vom Bovilla-Reservoir, durchquert das Gebiet von Zall-Herr von Ost nach West und vereint sich dann in der Küstenebene mit der Tirana zum Ishëm. Der gebirgige Osten von Zall-Herr ist Teil des Nationalparks Dajti. Östlich des Gebirgskamms liegt Zall-Bastar. Im Westen grenzt Zall-Herr an Bathore, einem Ortsteil von Kamza.
Zall-Herr, Herraj und Pinar liegen im Tal der Tërkuza. Priska e Vogël liegt südlich des Tals am Gebirgshang auf rund 500 m ü. A. (Das Dorf Priska e Madhë liegt zwölf Kilometer entfernt im Südosten von Tirana am Hang des Mali i Priskës.) Kallmet, Qinam und Radhesh liegen nördlich in den Hügeln zwischen der Tërkuza und dem Fluss Zeza. Çerkez-Morina, Dritas und Kasalla liegen weiter westlich am Rande der Küstenebene. Hier wohnt ein Großteil der Bevölkerung.
In den Hügeln rund um Qinam sowie südlich von Zall-Herr und bei Dritas wurden während des Kommunismus mehrere Wasserspeicher angelegt zur Bewässerung.
Zall-Herr ist nicht direkt mit dem restlichen Gebiet der Gemeinde Tirana verbunden. Alle Straßen führen durch die Gemeinde Kamza. Eine kleinere Straße führt über die Hügel nach Paskuqan im Süden. Die Hauptstraße kommt von Kamza und führt zum Reservoir und von dort weiter als schlechter Fahrweg durchs Bergland bis nach Cudh (Gemeinde Kruja) am Qafë Shtama. Dritas und Çerkez-Morina liegen nahe der Nationalstraße SH1. Von diesen Dörfern aus führten lange die einzigen Fahrstraßen nach Qinam, Kallmet und Radhesh.

## Geschichte
Die Region von Zall-Herr hat eine lange Siedlungstradition. Beim Dorf Priska e Vogël stehen die Ruinen einer Kirche, die auf das 12. Jahrhundert datiert wurde.
In der Sozialistischen Volksrepublik Albanien war Zall-Herr Sitz einer Landwirtschaftlichen Genossenschaft. Das Dorf war bekannt für seine Auberginen und Pfirsiche, die Umgebung reich an Olivenbäumen. Zu Beginn der 1980er Jahre betrug die Einwohnerzahl lediglich 2000 Personen.
In der Peripherie von Tirana gelegen, erlebten zumindest die Dörfer im Westen von Zall-Herr nach dem Zusammenbruch des Kommunismus einen Zuwachs an Bevölkerung. Im ländlich geprägten Gebiet wurde schrittweise auch die Infrastruktur ausgebaut. Das Dorf Kasalla entstand erst nach 1990, als viele Menschen aus ländlichen Gebieten Albaniens ins Umland der Hauptstadt zogen. Es fehlte lange jegliche Infrastruktur. Seit 2021 hat das Dorf mit rund 500 Haushalten einen Anschluss an die Wasserversorgung.
Beim Erdbeben von 2019 wurden in Zall-Herr etliche Häuser zerstört. Es wurde ein Viertel mit 44 Häusern neu erbaut.

## Militär

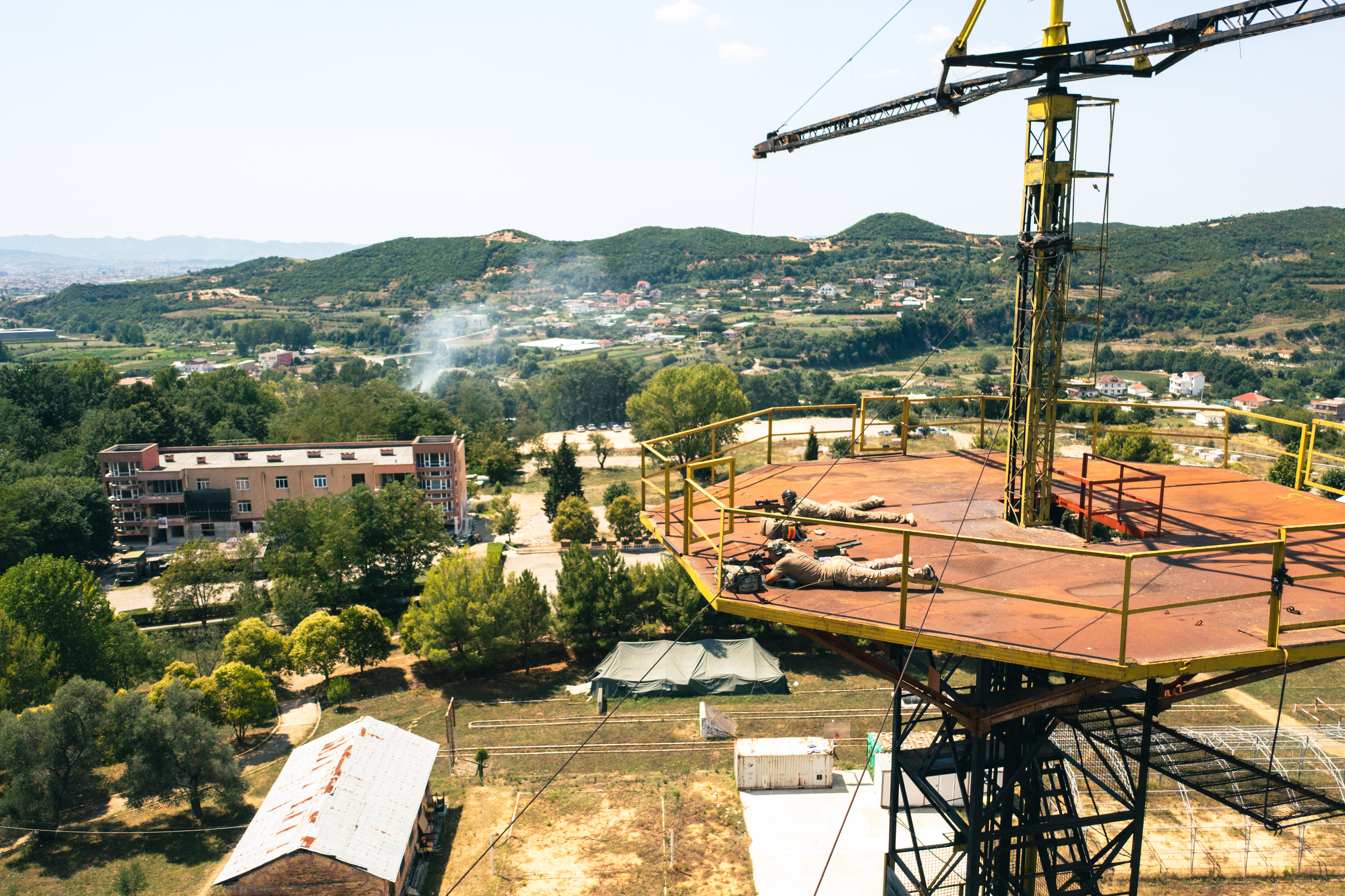
Trainingsgelände der Armee in Zall-Herr – das Tërkuza-Tal im Hintergrund

Zall-Herr ist Standort mehrerer Stützpunkte der Albanischen Streitkräfte, darunter das Hauptquartier des Heeres und viele weitere.